# Crónica de 1234
La Crónica de 1234 ( en latín: Chronicon ad annum Christi 1234 pertinens   ) es una historia universal anónima en siríaco occidental desde la creación hasta el año 1234. El autor desconocido probablemente provenía Edesa. La obra sólo sobrevive en fragmentos, de los que se infiere que estaba dividida en dos partes: la primera sobre historia eclesiástica, la segunda sobre secular. Fue editada y traducida críticamente por el orientalista francés Jean-Baptiste Chabot en 1920 (volumen I que cubre la historia eclesiástica) y por Albert Abouna en 1974 (volumen II que cubre la historia secular).
Única entre las crónicas siríacas, depende en parte del Libro de los Jubileos . El autor también usó la Historia eclesiástica perdida de Dionisio de Tell Maḥrē para su cobertura de los siglos VIII al IX. También refiere a Teófilo de Edesa (posiblemente a través de un traductor árabe ) y al-Azdī, un autor árabe. Parte de la historia de Teófilo, ahora perdida, sobrevive en la Crónica de 1234, como por ejemplo su relato de la Guerra de Troya. La Crónica también utiliza la correspondencia de finales del siglo XII del patriarca siríaco Miguel el Grande para la historia más reciente.
La Crónica de 1234 es apreciable como fuente principal para los acontecimientos que rodearon las Cruzadas y el Reino de Cilicia a finales del siglo XII y principios del XIII.

## Ediciones y traducciones
- Anonymi auctoris chronicon ad annum 1234 pertinens [Anonymous Syriac chronicle of 1203-1204], ed. by J.-B. Chabot, Corpus scriptorum christianorum orientalium, Scriptores syri, series iii, 14-15 (Paris, 1920), pp. 118-26 [edition].
- Anonymi auctoris chronicon ad a.c. 1234 pertinens, vol. II, trans. by Albert Abouna, Corpus scriptorum christianorum orientalium, Scriptores syri, tomus 154, vol. 354 (Louvain, 1974) archive.org
- 'Un épisode de l'histoire des croisades, ou la prise d'Edesse en 1144, par l'atabek de Mossoul, d'après une chronique syriaque', trans. by J.-B. Chabot, in Mélanges offerts à m. Gustave Schlumberger, membre de l'Institut, à l'occasion du quatre-vingtième anniversaire de sa naissance (17 octobre 1924), 2 vols (Paris: Geuthner, 1924), I 169-79 [partial translation].
- A. S. Tritton and H. A. R. Gibb (trans.), 'The First and Second Crusades from an Anonymous Syriac Chronicle', Journal of the Royal Asiatic Society of Great Britain and Ireland, 1 (January 1933), 69-101; 2 (April 1933), 273-305 [partial translation].